# Pausa-Mühltroff
Pausa-Mühltroff település Németországban, azon belül Szászország tartományban. Lakosainak száma 4682 fő (2023. december 31.). Pausa-Mühltroff Schleiz és Rosenbach községekkel határos.

## Népesség
A település népességének változása:
| Lakosok száma | 4992 | 4945 | 4801 | 4745 | 4682 |
|               | 2017 | 2019 | 2021 | 2022 | 2023 |